# アナバー
アナバー (Anabaa) とはアメリカ合衆国で生産された競走馬であり、引退後はフランスのケスネー牧場で繋養されていた種牡馬である。アレック・ヘッド一族を代表する馬で、競走馬時代の馬主は妻のジスライン・ヘッド、管理調教師は娘のクリスティアーヌ・ヘッド、主戦騎手は息子のフレディ・ヘッドが務めた。

## 経歴

### 競走馬時代
1995年（3歳時）7月に競走馬デビュー戦を迎え、デビュー戦は2着だったが、その約4週間後のデビュー2戦目で初勝利を挙げた。その後のレースで1着、4着となり、初のG1競走挑戦となったフォレ賞に出走したが6着という結果に終わった。そして次の準重賞で3着となり2歳戦を終えて休養に入った。
1996年（4歳時）3月に実戦復帰し、準重賞を連勝した。次のサンジョルジュ賞（G3）を制して重賞競走初勝利を挙げると、続くグロシェーヌ賞（G2）も制し、4連勝でイギリスに初遠征して挑んだジュライカップでは、ピヴォタルに次ぐ2番人気に支持されてレースを制し、5連勝でG1競走初勝利を挙げた。さらに帰国後はモーリス・ド・ゲスト賞でミエスクズサンを相手に勝利してG1競走を連勝したが、アベイ・ド・ロンシャン賞でキステナに敗れて2着となり連勝は6でストップとなり、このレースを最後に競走馬を引退した。

### 種牡馬時代
1997年からケスネー牧場で種牡馬となり、供用初年度の同年よりオーストラリアのウィッデンファームにもシャトルされていた。2007年、2008年と2年連続でフランスのリーディングサイアーとなった。2009年7月6日、疝痛の手術後に発症した急性腹膜炎のため死亡した。
自身は短距離競走で活躍したが、産駒はジョッケクルブ賞を制したアナバーブルーなど中距離でも活躍している。さらに前述のアナバーブルーは種牡馬入りしており後継種牡馬を残している。ゴルディコヴァはブリーダーズカップマイル3連覇などヨーロッパ歴代最多のG1 14勝をあげている。シャトル先のオーストラリアで生まれた産駒もG1競走を制す活躍をみせている。日本にも数が少ないが数頭の産駒が輸入されており、2004年にホットテーブルが中央競馬で産駒の初勝利を記録している。また、フランス調教馬のアナマリーが2003年に日本へ遠征し、エリザベス女王杯に出走して8着となっている。

## 年度別競走成績
- 1995年（3歳） 6戦2勝
- 1996年（4歳） 7戦6勝
  - 1着 サンジョルジュ賞（G3）、グロシェーヌ賞（G2）、ジュライカップ（G1）、モーリス・ド・ゲスト賞（G1）
  - 2着 アベイ・ド・ロンシャン賞
  - 1996年カルティエ賞最優秀短距離馬

## おもな産駒
- 1998年産
  - Amonita / アモニタ（2000年マルセルブサック賞）
  - Anabaa Blue / アナバーブルー（2001年ジョッケクルブ賞、種牡馬）
  - Precision / プレシジョン（2002年香港カップ）
- 1999年産
  - Rouvres / ルーヴル（2002年ジャンプラ賞、種牡馬）
  - Yell / イェル（2003年フューチュリティステークス、オーストラリアステークス）
- 2002年産
  - Headturner / ヘッドターナー（2005年オーストラリアンダービー）
- 2005年産
  - Goldikova / ゴルディコヴァ（2008年ロートシルト賞、ムーラン・ド・ロンシャン賞、ブリーダーズカップ・マイル、2009年ファルマスステークス、ロートシルト賞、ジャック・ル・マロワ賞、ブリーダーズカップ・マイル、2010年イスパーン賞、クイーンアンステークス、ロートシルト賞、フォレ賞、ブリーダーズカップ・マイル、2011年イスパーン賞、ロートシルト賞）
- 2006年産
  - Plumania / プリュマニア（2010年サンクルー大賞）
- 2010年産
  - Style Vendome / スタイルヴァンドーム（2013年プール・デッセ・デ・プーラン）

### ブルードメアサイアーとしてのおもな産駒
- 2005年産
  - Lush Lashes / ラッシュラッシーズ（父Galileo）（2008年コロネーションステークス、ヨークシャーオークス、メイトロンステークス）
- 2007年産
  - Buffering / バッファリング（父Mossman）（2013年マニカトステークス、スプリントクラシック、ウインターボトムステークス、2014年モイアステークス、2015年モイアステークス、ウインターボトムステークス、2016年アルククォズスプリント）
- 2009年産
  - Dalkala / ダルカラ（父Giant's Causeway）（2013年オペラ賞）
- 2010年産
  - Treve / トレヴ（父Motivator）（2013年ディアヌ賞、ヴェルメイユ賞、凱旋門賞、2014年凱旋門賞、2015年ヴェルメイユ賞、サンクルー大賞）
- 2011年産
  - Hartnell / ハートネル（父Authorized）（2015年ザBMW、2016年ターンブルステークス、2018年オールステークス、エプソムハンデキャップ）
- 2012年産
  - クイーンズリング（父マンハッタンカフェ）（2016年エリザベス女王杯、2015年フィリーズレビュー、2016年府中牝馬ステークス、2016年京都牝馬ステークス）
- 2014年産
  - Capri / カプリ（父Galileo）（2017年愛ダービー、セントレジャーステークス）
- 2015年産
  - Marianafoot / マリアナフット（父Footstepsinthesand）（2021年モーリス・ド・ゲスト賞）
- 2018年産
  - Coeursamba / クールサンバ（父The Wow Signal）（2021年仏1000ギニー）
  - Bolshoi Ballet / ボリショイバレエ（父Galileo）（2021年ベルモントダービー、2023年ソードダンサーステークス）
- 2019年産
  - Bayside Boy / ベイサイドボーイ（父New Bay）（2022年クイーンエリザベス2世ステークス）
- 2021年産
  - Palladium / パラディウム（父Gleneagles）（2024年独ダービー）

## 血統表
| アナバーの血統（ダンジグ系／Nearco 4×5=9.38%） | アナバーの血統（ダンジグ系／Nearco 4×5=9.38%） | アナバーの血統（ダンジグ系／Nearco 4×5=9.38%） | （血統表の出典） | （血統表の出典） |
| 父 Danzig 1977 鹿毛                            | 父の父Northern Dancer 1961 鹿毛                | Nearctic                                       | Nearco           | Nearco           |
| 父 Danzig 1977 鹿毛                            | 父の父Northern Dancer 1961 鹿毛                | Nearctic                                       | Lady Angela      |                  |
| 父 Danzig 1977 鹿毛                            | 父の父Northern Dancer 1961 鹿毛                | Natalma                                        | Native Dancer    | Native Dancer    |
| 父 Danzig 1977 鹿毛                            | 父の父Northern Dancer 1961 鹿毛                | Natalma                                        | Almahmoud        |                  |
| 父 Danzig 1977 鹿毛                            | 父の母Pas de Nom 1968 黒鹿毛                   | Admiral's Voyage                               | Crafty Admiral   | Crafty Admiral   |
| 父 Danzig 1977 鹿毛                            | 父の母Pas de Nom 1968 黒鹿毛                   | Admiral's Voyage                               | Olympia Lou      |                  |
| 父 Danzig 1977 鹿毛                            | 父の母Pas de Nom 1968 黒鹿毛                   | Petitioner                                     | Petition         | Petition         |
| 父 Danzig 1977 鹿毛                            | 父の母Pas de Nom 1968 黒鹿毛                   | Petitioner                                     | Steady Aim       |                  |
| 母 Balbonella 1984 黒鹿毛                      | 母の父*ゲイメセン Gay Mecene 1975 黒鹿毛       | Vaguely Noble                                  | *ヴィエナ        | *ヴィエナ        |
| 母 Balbonella 1984 黒鹿毛                      | 母の父*ゲイメセン Gay Mecene 1975 黒鹿毛       | Vaguely Noble                                  | Noble Lassie     |                  |
| 母 Balbonella 1984 黒鹿毛                      | 母の父*ゲイメセン Gay Mecene 1975 黒鹿毛       | Gay Missile                                    | Sir Gaylord      | Sir Gaylord      |
| 母 Balbonella 1984 黒鹿毛                      | 母の父*ゲイメセン Gay Mecene 1975 黒鹿毛       | Gay Missile                                    | Missy Baba       |                  |
| 母 Balbonella 1984 黒鹿毛                      | 母の母Bamieres 1978 黒鹿毛                     | Riverman                                       | Never Bend       | Never Bend       |
| 母 Balbonella 1984 黒鹿毛                      | 母の母Bamieres 1978 黒鹿毛                     | Riverman                                       | River Lady       |                  |
| 母 Balbonella 1984 黒鹿毛                      | 母の母Bamieres 1978 黒鹿毛                     | Bergamasque                                    | Kashmir          | Kashmir          |
| 母 Balbonella 1984 黒鹿毛                      | 母の母Bamieres 1978 黒鹿毛                     | Bergamasque                                    | Bergame F-No.1-n |                  |

半兄に種牡馬のキーオブラック、半妹にオールウェイズロイヤルがいる。